# مهابو (بخش)
مهابو (به لاتین: Mahabo) یک بخش‌های ماداگاسکار در ماداگاسکار است که در منابه واقع شده‌است.